# Call of Duty: Black Ops Cold War
Call of Duty: Black Ops Cold War is een first-person shooter ontwikkeld door Treyarch en Raven Software. Het spel werd uitgegeven op 13 november 2020 door Activision voor Windows, PlayStation 4, PlayStation 5, Xbox One en Xbox Series X/S. Het spel is het zesde deel van de Black Ops-serie en het zeventiende deel in de algehele Call of Duty-serie. Het spel is het directe vervolg op Call of Duty: Black Ops uit 2010.

## Gameplay

### Singleplayer
Call of Duty: Black Ops Cold War speelt zich af tijdens de Koude Oorlog in het begin van de jaren tachtig. Het verhaal is geïnspireerd op feitelijke gebeurtenissen, en de campagne bevat locaties als Oost-Berlijn, Vietnam, Turkije en het Sovjet-KGB-hoofdkwartier. Spelers kunnen een aangepast personage voor de campagne maken, met de codenaam 'Bell', met opties voor verschillende huidskleuren, etnische achtergronden en geslachten, evenals verschillende persoonlijkheidskenmerken die in-game voordelen bieden. De campagne heeft meerdere eindes, afhankelijk van de spelerskeuze tijdens de campagne.

### Multiplayer
Multiplayer biedt nieuwe en terugkerende spelmodi, zoals het traditionele 6v6-formaat of grotere 12v12-gevechten. De game introduceerde ook een nieuwe spelmodus genaamd "Fireteam", die maximaal 40 spelers kan ondersteunen. Het Create-a-Class-systeem van Modern Warfare keert terug, met twee grote verschillen: veldupgrades worden geïmplementeerd als onderdeel van klasse-uitrustingen, en elke klasse heeft een 'wildcard' waar de speler kan kiezen uit 4 wildcards: 
- Gunfighter (maakt maximaal 8 primaire wapenbijlagen mogelijk)
- Perk Greed (staat 2 perks toe van elk perk-type voor in totaal 6 bruikbare perks)
- Danger Close (dubbele granaatuitrusting en extra munitie)
- Lawbreaker (staat het mixen en matchen van elk type wapen toe).

Het spel ondersteunt ook cross-platform play. Bovendien wordt het progressiesysteem voor multiplayer geïntegreerd met Call of Duty: Warzone, wat betekent dat uitrustingen en wapens die in Cold War zijn ontgrendeld, ook kunnen worden gebruikt in Warzone.

### Zombies
Black Ops Cold War Zombies heeft een nieuwe verhaallijn genaamd "Dark Aether" die voortbouwt op het originele Aether-verhaal, afgesloten in Black Ops 4, terwijl het ook aansluit bij het hoofdverhaal van de campagne. In plaats van te spelen als vooraf gedefinieerde personages, kunnen spelers de rol aannemen van Operator-personages uit Multiplayer, als onderdeel van een CIA-responsteam met de codenaam "Requiem". Voor de eerste keer in Zombies kunnen spelers ervoor kiezen om de map te "exfilmen", waardoor ze in een moeilijke golf komen met verhoogde vijandelijke spawn die ze moeten overleven voordat ze kunnen ontsnappen. Verzamelitems zijn ook verspreid over de speelbare kaarten, zodat spelers het hoofdverhaal kunnen volgen en ontvouwen naarmate ze vorderen. Een nieuwe gamemodus, Zombies Onslaught, wordt exclusief geïntroduceerd voor PlayStation-spelers tot 1 november 2021. In deze modus, die wordt gespeeld in multiplayer-maps, verdedigen maximaal 2 spelers gebieden die zijn geaard door de Dark Aether-bol, die moet worden aangedreven door zombies te doden. Voldoende kills zullen de bol naar nieuwe posities verplaatsen, waardoor de spelers worden gedwongen om buiten de beschermingszone van de bol te bewegen.
| Seizoen         | Op de disk                                                      | Op de disk                              | Season 1                       | Season 2         | Season 3      | Season 4        | Season 4     | Season 5                 | Season 5         | Season 6             |
| --------------- | --------------------------------------------------------------- | --------------------------------------- | ------------------------------ | ---------------- | ------------- | --------------- | ------------ | ------------------------ | ---------------- | -------------------- |
| Naam van de map | Die Maschine                                                    | Dead Ops Arcade 3: Rise of the Mamaback | Firebase Z                     | Golova           | Duga          | Mauer der Toten | Zoo          | Armada                   | Collateral       | Forsaken             |
| Locatie         | Projekt Endstation Facility, Morasko Meteoriet Natuur Reservaat | Onbekend                                | Omega Outpost 25, A Sầu Vallei | Oeral            | Oeral         | Oost-Berlijn    | Oeral        | Noord-Atlantische Oceaan | Adrar            | Oblast Transkarpatië |
| Releasedatum    | 13 november 2020                                                | 13 november 2020                        | 16 december 2020               | 25 februari 2021 | 22 april 2021 | 17 juni 2021    | 17 juni 2021 | 13 augustus 2021         | 13 augustus 2021 | 7 oktober 2021       |

Dikgedrukt: klassieke zombiemap
Cursief: Outbreak zombiemap in een open wereld
Normaal: een derde persoonsmode

## Verhaal

### Campagne
In 1981 hoort president Ronald Reagan van Perseus (Navid Negahban), een Sovjet-spion op basis van een vermeende samenzwering, en geeft hij toestemming voor een zwarte operatie, geleid door CIA-officier Russell Adler (Bruce Thomas) en zijn SAD/SOG-team, om Perseus tegen te gaan. CIA-veteranen Alex Mason (Chris Payne Gilbert), Frank Woods (Damon Victor Allen) en Jason Hudson (Piotr Michael) nemen ook deel aan de operatie.

### Zombies
Na de gebeurtenissen van "Tag der Toten" heeft de opoffering van de twee groepen Primis en Ultimis geresulteerd in het einde van het Aether-multiversum, terwijl in plaats daarvan een nieuwe unieke wereld is gecreëerd. Elementen uit de Dark Aether-dimensie beginnen echter naar de nieuwe wereld te lekken.
In 1983 wordt CIA-agent Grigori Weaver (Gene Farber) gecontacteerd door Samantha Maxis (Julie Nathanson), een Duitse BND-agent die hem geheime KGB-inlichtingen verschaft. Hij hoort van Samantha dat de Omega Group, een Russisch onderzoeksteam, een Duitse bunker onderzoekt waar de nazi's eerder een zombie-uitbraak ontdekten. Weaver stelt een responsteam samen met de codenaam Requiem, bestaande uit verschillende wereldwijde elite-operators, en stuurt ze naar de faciliteit om Samantha's informatie te gebruiken.

## Ontvangst
| Recensiescore       | Recensiescore |
| Recensieverzamelaar | Score         |
| ------------------- | ------------- |
| Metacritic          | 78/100        |
| Publicist           | Score         |
| Gamer.nl            | 6,5/10        |
| IGN                 | 7,0/10        |
| Power Unlimited     | 78/100        |

Call of Duty: Black Ops Cold War ontving over het algemeen redelijk positieve recensies. Het spel heeft een score op aggregatiewebsite Metacritic van 78%.